# Saviors
Saviors ist das 14. Studioalbum der US-amerikanischen Punkrock-Band Green Day.

## Hintergrund

### Vorgeschichte
Ersten Berichten zufolge sollte der Titel des Albums 1972 sein, eine Anspielung auf das Geburtsjahr der Musiker. In einem Interview mit dem Radiosender KROQ berichtete Sänger Billie Joe Armstrong, dass sieben Lieder, die im Produktionszeitraum des vorangegangenen Studioalbums Father of All Motherfuckers entstanden, es nicht auf jenes Album geschafft haben. Dieses Album, welches von Butch Walker produziert wurde, wurde von der Fachpresse verrissen. Walker, der in ersten Berichten für die Produktion des kommenden Green-Day-Albums prognostiziert wurde, wurde ebenfalls für dessen Produktion von Father of All Motherfuckers heftig kritisiert, sodass sich später Rob Cavallo angeboten habe, das neue Album der Band zu produzieren.
Cavallo hatte bereits in der Vergangenheit mit den Musikern zusammengearbeitet, etwa auf den Alben Dookie aus dem Jahr 1994 und American Idiot. Seine letzte Beteiligung an der Produktion eines Green-Day-Werkes war das 2012 erschienene ¡Tre!. Im Februar 2021 erschien mit dem Lied Here Comes the Shock, welches noch von Butcher produziert wurde, ein Lied, welches im Rahmen einer zweijährigen Zusammenarbeit mit der NFL entstand. Im Mai gleichen Jahres folgte die Herausgabe des Liedes Pollyanna, welches von der Band ohne Label veröffentlicht wurde, um die Hella Mega Tour zu zelebrieren, welche aufgrund der COVID-19-Pandemie verschoben werden musste. Noch im November folgte mit Holy Toledo! ein drittes Lied, welches im Soundtrack des Films Mark, Mary & Some Other People zu hören ist.

### Produktion und Aufnahme
Saviors wurde in London und in Los Angeles unter Rob Cavallo eingespielt.
Das Cover des Albums zeigt ein bearbeitetes Foto des Fotografen Chris Steele-Perkins aus dem Jahr 1978, welches bei Unruhen während des Nordirlandkonflikts aufgenommen wurde. Es zeigt den 15-jährigen Jugendlichen Paul Kennedy, der auf der Leeson Road in Belfast schulterzuckend einen Stein in der Hand hält, während im Hintergrund ein Auto und ein brennender Müllhaufen zu sehen sind. Auf dem Cover des Albums wurde das Gesicht des Jugendlichen bearbeitet.

## Veröffentlichung
Im Mai des Jahres 2023 wurde eine Demoaufnahme des Albums im Internet geleaked. Die erste und einzige Singleauskopplung namens The American Dream is Killing Me wurde am 24. Oktober 2023, dem Tag der Albumankündigung, mitsamt Musikvideo veröffentlicht.
Das Album selbst wurde am 19. Januar 2024 über Reprise Records veröffentlicht.
Am 30. Mai 2024 begann die The Saviors Tour, welche bis September 2025 insgesamt 85 Shows in Nordamerika, Afrika, Asien und Europa (davon vier in Deutschland) umfasst.

## Titelliste
1. The American Dream Is Killing Me – 3:06
2. Look Ma, No Brains! – 2:03
3. Bobby Sox – 3:44
4. One Eyed Bastard – 2:52
5. Dilemma – 3:18
6. 1981 – 2:09
7. Goodnight Adeline – 2:56
8. Coma City – 3:28
9. Corvette Summer – 3:02
10. Suzie Chapstick – 3:16
11. Strange Days Are Here to Stay – 3:05
12. Living in the '20s – 2:06
13. Father to a Son – 3:54
14. Saviors – 2:55
15. Fancy Sauce – 4:01

## Rezeption
Auf der Bewertungsplattform Metacritic erhielt Saviors eine Wertung von 73 von 100, was für „generell positive Bewertungen“ steht. Laut.de-Kritiker Steffen Eggert vergab vier von fünf Sternen und bezeichnete das Album als „ein stimmiges, vornehmlich erwachsenes und eigenständiges Stück Musik“, das „eine stabile, perfekt funktionierende Einheit“ sei. Das Musikmagazin Kerrang vergab ebenfalls vier von fünf Sternen und lobte Billie Joe Armstrongs Songschreiber-Fähigkeiten. The Guardian kritisierte, es handle sich um ein Album mit „wenigen Lichtblicken“ und „einem echten Mangel an erinnerungswürdigem Material“.

## Kommerzieller Erfolg

### Chartplatzierungen
| ChartsChartplatzierungen            | Höchstplatzierung | Wochen |
| ----------------------------------- | ----------------- | ------ |
| Deutschland (GfK)                   | 2 (6 Wo.)         | 6      |
| Österreich (Ö3)                     | 2 (6 Wo.)         | 6      |
| Schweiz (IFPI)                      | 3 (6 Wo.)         | 6      |
| Vereinigte Staaten (Billboard)      | 4 (3 Wo.)         | 3      |
| Vereinigte Staaten (Billboard Rock) | 1 (2 Wo.)         | 2      |
| Vereinigtes Königreich (OCC)        | 1 (4 Wo.)         | 4      |

### Auszeichnungen für Musikverkäufe
| Land/Region                  | Auszeichnungen für Musikverkäufe (Land/Region, Auszeichnung, Verkäufe) | Verkäufe |
| ---------------------------- | ---------------------------------------------------------------------- | -------- |
| Vereinigtes Königreich (BPI) | Silber                                                                 | 60.000   |
| Insgesamt                    | 1× Silber ·                                                            | 60.000   |

Hauptartikel: Green Day/Auszeichnungen für Musikverkäufe